# Арф-Арык
Арф-Арык (осет. Арф арӕхъ — «глубокий овраг») — река в России, протекает в Ирафском и Дигорском районах Республики Северная Осетия-Алания. Устье реки находится на 9,3-м км левого берега реки Дур-Дур. Длина реки составляет 19 км.

## Данные водного реестра
По данным государственного водного реестра России относится к Западно-Каспийскому бассейновому округу, водохозяйственный участок реки — Терек от впадения реки Урсдон до впадения реки Урух, речной подбассейн реки — Подбассейн отсутствует. Речной бассейн реки — Реки бассейна Каспийского моря междуречья Терека и Волги.